# 赤岗塔停车场
赤岗塔停车场，位于广州市海珠区广州市海珠区广州塔南广场西侧，广州塔站尾端，是珠江新城旅客自动输送系统的列车停放与维护基地，同时也是该线车辆调度控制中心所在地。

## 建筑
车场呈南北走向，为地下两层建筑，地面为广州塔广场绿化用地，上面将建造7.2米高的观光平台，有部分立柱与车场合建。车场受到艺苑小区拆迁的影响分成两期建造。一期工程投影面积3,036.9平方米，二期车场工程占地面积7,663.5平方米。目前已建成并使用一期部分，二期建设暂未有时间表。

## 历史
2009年2月，因附近居民担忧施工影响楼宇安全，赤岗塔停车场开挖时遭到居民阻拦。同年4月28日，施工中的停车场基坑东侧出现地陷，陷落面积约10平方米。
2010年3月30日，首列APM线列车运抵赤岗塔停车场。最后两辆车（M1A002、M1A009）亦在2011年4月20日运抵停车场。